# サンライダー

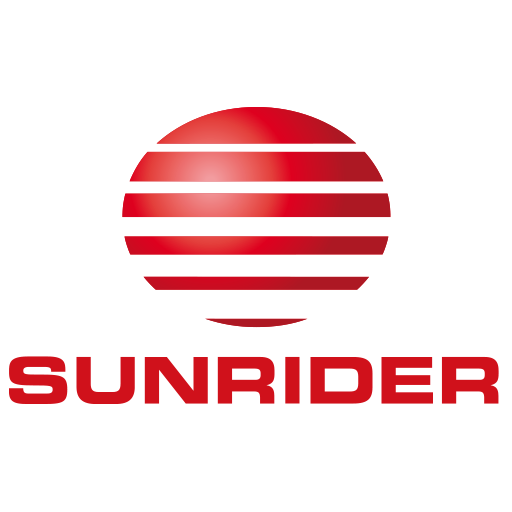
サンライダーロゴ

サンライダー(Sunrider）は、アメリカ合衆国カリフォルニア州を拠点とする、ハーブを主原料とした食品、飲料、サプリメント、化粧品、ホームケア製品などの開発・製造・販売している企業である。連鎖販売取引を扱う企業では、珍しく自社工場を有し、現在世界に６つ（ロサンゼルス、シンガポール、黄浦、天津、台中、インド）の大規模生産ラインを持っている。

## 概要
2021年2月現在、サンライダー ・インターナショナルはアメリカを始めとして、アジア、ヨーロッパなど約50の国と地域に広がって成長しているグローバル企業です。

## 沿革
- 1982年 – サンライダーインターナショナルとしてユタ州にて業務を開始。
- 1995年5月 – 日本事務所を東京に設置。
- 2010年 – 世界で８つの自社工場と、９つの直営店と1,500の特許店へと拡大。
- 2014年 –直営店のサンライダー表参道店が開店。
- 2016年 –直営店のサンライダー表参道店が閉店。無店舗型に一本化し、路線修正。
- 2018年2月-抜本的な新ビジネスプラン導入。
- 2021年-サニー・ビュートラー（Sunny Beutler）がサンライダー・インターナショナルの最高経営責任者（CEO）に就任
- 2022年6月-日本事業から撤退し、閉鎖した。

## 受賞歴
- 2014 The SMEs Asia Award
- 2016 Korea The Best Product Award
- 2020 Sunrider Hong Kong Receives Award for Innovation Excellence
- 2020 "Direct Selling Digital Momentum Rankings," with Sunrider breaking into this elite “Top 50 List” with a 21st ranking

## 事業部制
- サンライダー・ジャパン [Sunrider Japan]